# 613 Ginevra
Ginevra (asteróide 613) é um asteroide da cintura principal com um diâmetro de 80,04 quilómetros, a 2,740161 UA. Possui uma excentricidade de 0,0615579 e um período orbital de 1 822,42 dias (4,99 anos).
Ginevra tem uma velocidade orbital média de 17,43044328 km/s e uma inclinação de 7,68091º.
Esse asteroide foi descoberto em 11 de Outubro de 1906 por August Kopff.